# Matic Osovnikar
Matic Osovnikar, slovenski atlet, * 19. januar 1980, Kranj.
Osovnikar je slovenski rekorder v šprintu.

## Življenjepis
Matic Osovnikar živi v Škofji Loki, študira (stomatologijo), trenira pa v Ljubljani v klubu AD Mass pod taktirko sicer nacionalnega trenerja za šprint Alberta Šobe.

## Dosežki
- 3. mesto 100 m, evropsko prvenstvo, Göteborg, 2006 - 10,14
- 4. mesto 200 m, svetovno dvoransko prvenstvo, Birmingham, 2003 - 20,77
- 4. mesto 60 m, svetovno dvoransko prvenstvo, Moskva, 2006 - 6,58
- 4. mesto 60 m, evropsko dvoransko prvenstvo, Birmingham, 2007 - 6,63
- 5. mesto 60 m, svetovno dvoransko prvenstvo, Budimpešta, 2004 - 6,58
- 7. mesto 100 m, svetovno prvenstvo, Osaka, 2007, - 10,13

## Osebni rekordi
- 60 m dvorana - 6,58 DR (2004; izenačen 2006)
- 100 m - 10,13 DR (2007)
- 200 m - 20,47 DR(2004)
- 200 m dvorana - 20,77 DR(2003)
- 300 m - 34,46 (1997)
- 400 m - 48,88 (1997)

DR = državni rekord